# تذكرة عامة
التذكرة العامة (بالإنجليزية: General ticket)‏ هي نظام انتخابي مماثل للتصويت الكتلي، ولكن يقوم الناخبون باختيار أحزاب بدلاً من المرشحين. بعذ ذلك تقوم الأحزاب الفائزة باختيار الأشخاص لمئ المقاعد التي فاز كل حزب بها.
جرى استخدام هذا النظام في انتخاب كل من مجلس النواب الأمريكي كما استخدم في فرنسا، اعتباراً من الجمهورية الثالثة وفي إيطاليا.

## الاستخدام في الولايات المتحدة
اعتمدت العديد من الولايات على هذا النظام لاختيار ممثلين مفوضين عن الولاية في مجلس النواب وذلك لسهولته ولضمان وجود أغلبية حاكمة. من خلال ذلك تضمن الولايات أن مجموعة ما حازت على الأغلبية في جزء من الولاية يتم تجاوزها من خلال أغلبية أكبر على امتداد الولاية. الولايات التي تستخدم هذا النظام تنتخب جميع مفوضيها على مستوى الولاية، إما من خلال ورقة اقتراع واحدة (من خلال الاقتراع الكتلي) أو من خلال ورقة اقتراع منفصلة لكل مقعد، ولكن يسمح للناخبين بالتصويت لمرشح واحد فقط لكل مقعد. كان هذا النظام مستخدم بشكل متكرر حتى تم منعه عام 1842 من خلال قانون التخصيص [الإنجليزية] والتشريعات التالية له.

## النسخة الفرنسية
كان نظام التذكرة العامة (بالفرنسية: scrutin de liste)‏ هو النظام المستخدم في فرنسا قبل الحرب العالمية الأولى لانتخاب الممثلين الوطنيين في فرنسا، حيث يصوت ناخبو كل إقليم لصالح جميع النواب في ذلك الإقليم. 
حالياً يتم استخدام هذا النظام على اساس دورتين لانتخابت ثلث أعضاء المجالس المحلية [الإنجليزية]، وذلك لضمان فوز حاسم للحزب الذي يحصل على الأغلبية.

## النسخة الإيطالية
يتم استخدام نظام التمثيل بموجب التذكرة العامة في إيطاليا لانتخاب خمس أعضاء المجالس المحلية [الإنجليزية] اعتباراً من العام 1995. وكما في النسخة الفرنسية، الهدف من هذا النظام هو ضمان سيطرة تحالف من الأحزاب على المجلس. ولكن خلافاً للنسخة الفرنسية، يتم الانتخاب بموجب جولة انتخابية واحدة.